# Písek (Hradec Králové)
Písek é uma comuna checa localizada na região de Hradec Králové, distrito de Hradec Králové‎.